# Macrolobium amplexans
Macrolobium amplexans är en ärtväxtart som först beskrevs av Gerda Jane Hillegonda Amshoff, och fick sitt nu gällande namn av John Macqueen Cowan. Macrolobium amplexans ingår i släktet Macrolobium och familjen ärtväxter. IUCN kategoriserar arten globalt som sårbar. Inga underarter finns listade i Catalogue of Life.